# Episodi de La famiglia Proud
Questa è la lista degli episodi de La famiglia Proud, serie animata statunitense prodotta da prodotta da Walt Disney Television Animation.

## Prima stagione
| nº | Titolo italiano                      | Titolo inglese              | Prima TV USA      | Prima TV Italia |
| -- | ------------------------------------ | --------------------------- | ----------------- | --------------- |
| 1  | Nemiche per la pelle                 | Bring It On                 | 15 settembre 2001 | 7 ottobre 2002  |
| 2  | Colpito                              | Strike                      | 21 settembre 2001 |                 |
| 3  | Pettegolezzi                         | Rumors                      | 21 settembre 2001 |                 |
| 4  | La ragazza che sussurrava alle tigri | Tiger Whisperer             | 28 settembre 2001 |                 |
| 5  | Il nuovo ragazzo                     | EZ Jackster                 | 5 ottobre 2001    |                 |
| 6  | Gara di sillabazione                 | Spelling Bee                | 12 ottobre 2001   |                 |
| 7  | La migliore in campo                 | She's Got Game              | 19 ottobre 2001   |                 |
| 8  | Vietato l'accesso                    | Forbidden Date              | 2 novembre 2001   |                 |
| 9  | L'addestratrice degli animali        | Teacher's Pet               | 9 novembre 2001   |                 |
| 10 | Un buon investimento                 | Don't Leave Home Without It | 16 novembre 2001  |                 |
| 11 | Sette giorni di Kwanzaa              | Seven Day's Of Kwanzaa      | 7 dicembre 2001   |                 |
| 12 | Che cambiamento!                     | Make Over                   | 14 dicembre 2001  |                 |
| 13 | La festa di Penny                    | The Party                   | 4 gennaio 2002    |                 |
| 14 | Ama il prossimo tuo vicino           | Love Thy Neighbor           | 18 gennaio 2002   |                 |
| 15 | Ho fatto un sogno                    | I Had A Dream               | 1º febbraio 2002  |                 |
| 16 | Ti amo Penny Proud                   | I Love You Penny Proud      | 8 febbraio 2002   |                 |
| 17 | La magica avventura di Puff          | Puff's Magic Adventure      | 1º marzo 2002     |                 |
| 18 |                                      | Enter The Bullies           | 15 marzo 2002     |                 |
| 19 | Gli Altos                            | The Altos                   | 12 aprile 2002    |                 |
| 20 |                                      | Hip- Hop Helicopter         | 26 aprile 2002    |                 |
| 21 | Romeo si deve sposare                | Romeo Must Wed              | 24 maggio 2002    |                 |

## Seconda stagione
| nº | Titolo italiano                       | Titolo inglese                                  | Prima TV USA      | Prima TV Italia |
| -- | ------------------------------------- | ----------------------------------------------- | ----------------- | --------------- |
| 22 | La stella denigrata                   | A Star Is Scorned                               | 27 settembre 2002 |                 |
| 23 | Un'eroina per Halloween               | A Hero For Halloween                            | 18 ottobre 2002   |                 |
| 24 | Niente di meglio dell'originale       | Ain't Nothing Like The Real Thingy Baby         | 25 ottobre 2002   |                 |
| 25 | Giustizia poetica                     | Poetic Justice                                  | 8 novembre 2002   |                 |
| 26 | Oltre le linee familiari              | Behind The Family Lines                         | 13 dicembre 2002  |                 |
| 27 | Urrà per Iesha                        | Hooray For Iesha                                | 3 gennaio 2003    |                 |
| 28 | Viaggio in campeggio                  | Camping Trip                                    | 17 febbraio 2003  |                 |
| 29 | La mossa della tigre                  | Crouching Trudy, Hidden Penny                   | 7 marzo 2003      |                 |
| 30 | Sotto copertura                       | Pulp Boot Camp                                  | 28 marzo 2003     |                 |
| 31 | La città degli adolescenti            | Tween Town                                      | 11 aprile 2003    |                 |
| 32 | Uno su un milione                     | One In A Million                                | 18 aprile 2003    |                 |
| 33 | Uhm... Sembra                         | Hmmm… Tastes Like                               | 9 maggio 2003     |                 |
| 34 | C'è qualcosa di speciale in Rene      | There's Something About Rene                    | 23 maggio 2003    |                 |
| 35 | Avventure da babysitter               | Adventures In Bebe Sitting                      | 20 giugno 2003    |                 |
| 36 | Il ragazzo nuovo                      | Surf and Turf                                   | 27 giugno 2003    |                 |
| 37 | La leggenda di Johnny Lovely          | Johnny Lovely                                   | 25 luglio 2003    |                 |
| 38 | Responsabili di campeggio             | The Camp, The Counselor, The Mole, And The Rock | 1º agosto 2003    |                 |
| 39 | Il furto                              | It Takes A Thief                                | 12 settembre 2003 |                 |
| 40 | Le nozze                              | Wedding Bell Blues                              | 19 settembre 2003 |                 |
| 41 | Penny Potter                          | Penny Potter                                    | 26 settembre 2003 |                 |
| 42 | Scambio di scimmie                    | Monkey Business                                 | 10 ottobre 2003   |                 |
| 43 | Thelma e Luis                         | Thelma and Luis                                 | 10 ottobre 2003   |                 |
| 44 | Shock culturale                       | Culture Shock                                   | 24 ottobre 2003   |                 |
| 45 | Le elezioni                           | Election                                        | 7 novembre 2003   |                 |
| 46 | Il buono, il brutto e il cattivo      | The Good, The Bad, And, The Ugly                | 5 dicembre 2003   |                 |
| 47 | Smackmania 6: Mongo contro Mama's Boy | Smack Mania 6: Mongo Vs. Mama's Boy             | 26 dicembre 2003  |                 |
| 48 | I fedeli di Suga Mama                 | Suga Mama's Believers                           | 16 febbraio 2004  |                 |
| 49 | I gemelli adolescenti                 | Twins To Tweens                                 | 24 aprile 2004    |                 |
| 50 | Nonna al volante...                   | She Drives Me Crazy                             | 5 agosto 2005     |                 |
| 51 | A chi hai detto femminuccia?          | Who You Callin' A Sissy                         | 12 agosto 2005    |                 |
| 52 | La papera matta                       | Psycho Duck                                     | 19 agosto 2005    | 11 agosto 2007  |